# Lamoni
Lamoni é uma cidade localizada no estado americano de Iowa, no Condado de Decatur.

## Demografia
Segundo o censo americano de 2000, a sua população era de 2444 habitantes.
Em 2006, foi estimada uma população de 2488, um aumento de 44 (1.8%).

## Geografia
De acordo com o United States Census Bureau tem uma área de
8,5 km², dos quais 8,3 km² cobertos por terra e 0,2 km² cobertos por água.

## Localidades na vizinhança
O diagrama seguinte representa as localidades num raio de 20 km ao redor de Lamoni.